# Christophe Kinet
Christophe Kinet (Hoei, 31 december 1974) is een Belgisch voetbalcoach en voormalig voetballer.

## Spelerscarrière
Kinet genoot een jeugdopleiding bij RSC Anderlecht. Vanwege studies stopte hij bij Anderlecht, maar later speelde hij in de Belgische, Engelse, Franse en Nederlandse competitie. Hij speelde voor onder meer Millwall FC, Sparta Rotterdam, RC Strasbourg, Germinal Ekeren, FC Brussels en Club Luik. Hij stopte bij Millwall omdat zijn toenmalige vriendin in verwachting was. Kinet keerde terug naar België en werd vader van een zoontje.

## Trainerscarrière
Kinet werd na zijn spelersloopbaan trainer. In april 2010 sprong hij al bij bij RERC Amay, een fusieclub waar zijn opleidingsclub deel van uitmaakte. In januari 2011 volgde hij Serge Kimoni op als hoofdtrainer van RFC de Liège, dat dat seizoen degradeerde uit Derde klasse, weliswaar mede door de zware financiële problemen van de club. De Luikenaars gingen in vereffening, maar konden toch van start gaan in Vierde klasse. Daar speelden ze altijd aan de top, maar tot driemaal toe ging het mis in de eindronde. Die derde eindronde maakte Kinet weliswaar niet meer mee, want begin april 2014 zette de club hem op straat.
In maart 2015 werd Kinet de nieuwe hoofdtrainer van RFC Tilleur, dat op dat moment om het behoud in Vierde klasse streed. Kinet slaagde er niet in om de club te redden: de club ging in de interprovinciale eindronde voor het behoud meteen onderuit tegen KVV Vosselaar. Toen de club een week later ook van SVV Damme verloor, was de degradatie naar Eerste provinciale een feit. Een jaar later keerde de club al terug naar het nationale voetbal, waar de club na de competitiehervorming van 2016 in Derde klasse amateurs werd ondergebracht. In het eerste seizoen daar plaatste Tilleur zich als nummer twee van zijn reeks voor de eindronde, maar tegen RCS Verlaine werd meteen verloren na strafschoppen. Een jaar later werd de club kampioen en promoveerde Kinet met zijn ploeg naar Tweede klasse amateurs. Ook in deze competitie bleef hij twee seizoenen actief met Tilleur. In februari 2020 raakt bekend dat Kinet op het einde van het seizoen zou vertrekken bij de club. Er kwam weliswaar een vervroegd einde aan zijn passage in het Buraufossestadion, want in maart 2020 werden alle voetbalcompetities in België stilgelegd vanwege de coronapandemie. Kinet eindigde met Tilleur respectievelijk zesde en tiende in Tweede klasse amateurs.